# هیچی نگو
هیچی نگو (به انگلیسی: Don't Say a Word) فیلمی در ژانر تریلر روانشناسانه به کارگردانی گری فلدر و نویسندگی آنتونی پکهام و پاتریک اسمیت کلی با بازی مایکل داگلاس است. این فیلم با نقدهای منفی از سوی منتقدان مواجه شد اما در گیشه موفق بود و با بودجه ۵۰ میلیون دلاری در دنیا ۱۰۰ میلیون دلار درآمد کسب کرد.